# AWA United States Heavyweight Championship
El AWA United States Heavyweight Championship fue un campeonato de lucha libre profesional de corta duración. Fue creado durante los primeros años de vida de la American Wrestling Association.

## Lista de campeones
| Luchador:            | Reinado N°: | Derrotó a:                                         | Fecha:                 | Días:   | Ubicación:             |
| -------------------- | ----------- | -------------------------------------------------- | ---------------------- | ------- | ---------------------- |
| Wilbur Snyder        | 1           | N/A                                                | noviembre de 1960      | 35-6    | Minnesota              |
| Gene Kiniski         | 1           | Wilbur Snyder                                      | 6 de diciembre de 1960 | 71      | Minneapolis, Minnesota |
| Wilbur Snyder        | 2           | Gene Kiniski                                       | 15 de febrero de 1961  | 45      | Duluth, Minnesota      |
| Gene Kiniski         | 2           | Wilbur Snyder                                      | 1 de abril de 1961     | 153-182 | St. Paul, Minnesota    |
| Hard Boiled Haggerty | 1           | Gene Kiniski                                       | septiembre de 1961     | 17-46   | Minnesota              |
| Mr. M                | 1           | Hard Boiled Haggerty                               | 17 de octubre de 1961  | 84      | Minneapolis, Minnesota |
| Abandonado           | N/A         | Miller Gana el AWA World Heavyweight Championship. | 9 de enero de 1962     | N/A     | Minneapolis, Minnesota |

## Mayor Cantidad de Reinados
- 2 veces: Gene Kiniski y Wilbur Snyder.